# Lista de membros da Royal Society eleitos em 1971
Esta é uma lista de Membros da Royal Society eleitos em 1971.

## Fellows of the Royal Society (FRS)
1. Norman Henry Ashton[3]
2. John Herbert Beynon[4]
3. Brian Blundell Boycott[5]
4. Alan Carrington[6]
5. Harold Copp[7]
6. Geoffrey Sharman Dawes[8]
7. Michael Fisher[9]
8. David Glass[10]
9. Sir John Gurdon[11]
10. Brian Selby Hartley[12]
11. Lionel Haworth[13]
12. Raymond Hide[14]
13. Sir John Kingman[15]
14. Joel Mandelstam[16]
15. Eric Mansfield[17]
16. Walter Marshall, Baron Marshall of Goring[18]
17. John Lennox Monteith[19]
18. Frank Nabarro[20]
19. Arthur Charles Neish[21]
20. Paul Robert Owen[22]
21. John Charles Polanyi
22. Adrian Frank Posnette
23. Richard Edmund Reason[23]
24. Florence Gwendolen Rees[24]
25. John Donald Rose[25]
26. George William Series[26]
27. Robert Millner Shackleton[27]
28. Trevor Ian Shaw[28]
29. Basil Weedon[29]
30. Alan Marmaduke Wetherell[30]
31. Harry Blackmore Whittington[31]
32. Douglas Robert Wilkie[32]

## Foreign Members of the Royal Society (ForMemRS
1. Henri Cartan[33]
2. Stephen Kuffler[34]
3. Kurt Mothes[35]
4. Karl Ziegler[36]

## Statute 12
1. Hirohito[37]